# Psychotria mons-mi
Psychotria mons-mi là một loài thực vật có hoa trong họ Thiến thảo. Loài này được Ruhsam mô tả khoa học đầu tiên năm 2008.